# Compagnie générale de voitures de Lyon
La Compagnie générale de voitures de Lyon (CGVL) est une société de location de véhicules industriels avec conducteur créée le 29 décembre 1906 à Lyon et mise en faillite le 7 juillet 2020.

## Historique

### Création
En 1904 les frères Lucain, voituriers à Lyon, achètent, dans le quartier de Perrache, une écurie. Le 25 septembre 1906, Claude et Jean-Claude Lucain, frères, établissent les statuts de la société Lucain frères et Cie, société en commandite par actions au capital de 400 000 francs divisé en 4 000 actions de 100 francs chacune. Son siège social est situé 32 quai Perrache. Elle a pour but la location de véhicules. L'assemblée constitutive de la société se réunit le 19 décembre 1906, et la société est définitivement constituée le 29 décembre.
Le 9 novembre 1907, une convention en vue d'une fusion est passée entre les frères Lucain, gérants de la société, et plusieurs loueurs de voitures de grande remise de Lyon. L'assemblée générale de la société Lucain frères et Cie du 29 novembre 1907 ratifie la convention et décide la transformation de la société en société anonyme, sous la dénomination « Société générale voitures de Lyon ». Elle décide également de la modification des statuts et de l'augmentation du capital.
Les loueurs de voitures regroupés dans la nouvelle société sont Claude Faillebin, les frères Bordet, Auguste Janin, Pierre Vivier, Claude Moncel, Jean Thermet, Claude Burnichon, Joseph Husson, Marie Gagneur veuve Rougy, Marie Blin, Guillaume Servanin et Jean-Baptiste Chevallier. L'assemblée générale extraordinaire du 18 janvier 1908 décide qu'à la dénomination projetée « Société générale voitures de Lyon » sera substituée celle de « Compagnie générale de voitures de Lyon ».
Le 14 février 1908, le siège social de la société est transféré 4 rue de la Charité, et le capital est porté à 1 069 100 francs. Au fur et à mesure des années d'autres loueurs de voitures intègrent la société dont, en 1909, Eugène Jacquier et Édouard Vallet. Le 26 février 1909, le conseil d'administration décide de créer un dépôt central à Perrache, en extension de celui de Jean Lucain, en louant les terrains situés 59, 61 et 63 rue Delandine.
En 1920, un conflit éclate entre la Compagnie et les frères Lucain qui viennent de former une nouvelle société en nom collectif « C. et J. Lucain ».
En 1924, la CGVL achète les terrains du 32 quai Perrache. Le 23 juin 1925, l'administrateur demande l'autorisation de commencer sur les terrains de Perrache une construction destinée à faire une sellerie et le logement du chef de dépôt ; les deux dépôts seraient ainsi réunis en un seul. Cette construction devra être édifiée sur un terrain appartenant à la ville.

### L'expansion
À partir de 1945, l'activité de CGVL se tourne vers de nouvelles activités, essentiellement dans le domaine de la location de véhicules industriels avec ou sans conducteur. En 1952, l'activité se réoriente vers le garage. Dans les années suivantes, l'entreprise se tourne vers la location de véhicules particuliers sans conducteur et dans la location longue durée de véhicules industriels et commerciaux aux entreprises. CGVL compte aussi une activité de garage pour les entreprises et les particuliers ainsi qu'une station service ELF, quai Perrache.
Dans la location de véhicules industriels avec conducteurs, CGVL à une forte expérience dans le domaine postal. Dès 1920, le service de voitures postales est mis en place. Avec la création de ce service, dès 1945, viennent s'ajouter le transport de câbles (bobines) et la location de véhicules industriels pour les grands industriels du carton. Fin 1995, Jean Charles Peignaux cède la présidence à Christian Tamalet. Une filiale assurant du transport maritime vers le Maroc (Maroc transport logistique froid, MTLF) ainsi qu'un service d'affrètement voient également le jour.

### Redressement judiciaire
Forte de ses 880 salariés et de son chiffre d'affaires en hausse (70 millions d'euros en décembre 2001), l'activité se poursuit et s'intensifie. En 2002, les salariés se mettent en grève. Elle s'étend à plusieurs sites de l'entreprise à travers toute la France. Le service postal est interrompu pendant près de 15 jours dans certaines régions.
À la suite d'erreurs de gestion commises par la direction de l'époque, l'entreprise n'arrive plus à assurer le paiement de ses créances. La société est placée en redressement judiciaire le 14 novembre 2003.

### La reprise par le Groupe Star's Service
L'entreprise continue sous mandat de gestion, un repreneur doit être trouvé. Plusieurs entreprises se portent candidates : le groupe Norbert Dentressangle, CarGo, avec qui CGVL a des partenariats dans la location de véhicules, et le groupe Star's Service.
Début mai 2004, l'activité de location de véhicules sans conducteur et de leasing est accordé à CarGo, une entreprise française de location de voitures et d'utilitaires. L'activité d'affrètement et de transport de câble à Norbert Dentressangle, et le reste à Star's Service, à savoir 770 véhicules (plus 60 en leasing). Tout le personnel concerné est maintenu à son travail. Le groupe Star's Service s'est engagé à maintenir l'emploi au sein de la CGVL, et aucun licenciement n'est à déplorer à la suite de cette reprise. La Société Nouvelle CGVL est définitivement constituée le 12 mai 2005 et l'activité peut continuer. La société quitte le siège historique du 32 quai Perrache en novembre 2005 pour s'installer à Saint-Genis-Laval, dans la banlieue lyonnaise.

### Mutares SE
Star's Service, souhaitant diversifier ses activités, se sépare de CGVL. L'entreprise est rachetée en décembre 2011 par le fond Allemand Mutares SE.

### Période 2015 / 2020
Président en place depuis février 2012, à la suite du rachat de l'entreprise par Mutares SE, François Bataillard rachète l'entreprise SN CGVL en date du 7 mai 2015 et en devient l'actionnaire unique.

### Déclin
Après 5 ans, l'entreprise est mise en faillite en 2020. Le groupe Ghestem Cargo, avec l'aide du fond Oxigen, rachète une partie des activités de CGVL. 170 salariés ne sont pas conservés après le rachat. Les activités de région parisienne sont abandonnées et seule une partie des autres est conservée en régions lyonnaise, nantaise et châlonnaise.

## Secteurs d'activité
Les secteurs d'activité de CGVL étaient :
- transport dédié presse, colis et courriers ;
- acteur de la chaîne logistique dans le domaine de l'emballage ;
- transports nationaux et internationaux pour les transitaires et commissionnaires ;
- transport sous température dirigée ;
- conseil et études ;
- bennes travaux publics.

## Implantations
CGVL était implantée au niveau national, avec un siège social à Feyzin. Les implantations majeures se situaient en Île-de-France, dans les Pays de la Loire, dans l'est et le sud-est de la France.

## Anecdote
Mercedes-Benz a livré le 500 000e Actros à la CGVL. Ulrich Bastert, responsable des ventes et du marketing de Mercedes pour l'Europe, en a remis les clés au président Hervé Street le 26 juin 2007.